# Ermita de Nuestra Señora de los Ángeles (San Mateo)
La ermita de Nuestra Señora de los Ángeles de San Mateo (provincia de Castellón, España) está situada en lo alto de un cerro desde el que se domina la totalidad de la Villa y del término municipal, formando un interesante conjunto con la Hospedería, el mirador, el pozo y las construcciones anexas.

## Descripción
La portada labrada de la iglesia consta de un arco de medio punto y arquivoltas con relieves de ángeles. Dos pilastras flanquean el arco decoradas con motivos geométricos.
En el interior, la bóveda es de cañón. En el presbiterio encontramos un retablo moderno, hecho tras la destrucción del antiguo en un incendio en el año 1918. El orden de las pilastras es compuesto y la ornamentación del interior es muy exuberante de hojarasca y ángeles. Una puerta en el lado derecho conduce al camarín de la virgen.
En un primer momento existía una primitiva ermita dedicada a San Antonio que se vio encuadrada en la nueva construcción realizada entre los años finales del siglo XVI y 1622, renovándose entre 1674 y 1694.
Otra parte importante del conjunto de la ermita es el edificio de la hospedería. Se trata de un edificio en planta en ele unido al santuario. Su construcción está fechada durante el siglo XVIII. Los aspectos más importantes a tener en cuenta de esta construcción son las caballerizas situadas en la planta inferior y la antigua cocina en la misma planta junto con el gran salón de la planta principal.